# Tomasz Lubert
Tomasz Lubert (ur. 22 czerwca 1972 w Gdańsku) – polski kompozytor, gitarzysta i producent muzyczny, założyciel zespołów muzycznych Virgin, Video i Volver. Członek Akademii Fonograficznej ZPAV.

## Życiorys

### Kariera
W latach 1990–1998 był tenorem w kilku chórach, m.in. w chórze muzyki cerkiewnej Continuo. W latach 1994–1998 występował z zespołem Starless.
W 2000 założył zespół Virgin, którego wokalistką jest Dorota „Doda” Rabczewska. Był liderem i twórcą większości piosenek zespołu. W 2007 zamierzał, z powodu pogarszających się relacji towarzyskich, rozwiązać zespół, ale okazało się, że prawnie nie jest do tego upoważniony. Po rozwiązaniu Virgin założył nowy zespół, który istnieje od 2007 pod nazwą Video. Grał w nim na gitarze i obsługiwał loopy.
W 2009 odszedł z Video i założył nowy zespół – Volver. Latem 2010 grupa zdobyła trzy festiwalowe nagrody na festiwalach TOPtrendy, Bydgoszcz Hit Festiwal i „Superjedynkę” podczas 42. Krajowego Festiwalu Piosenki Polskiej w Opolu.
W czerwcu 2014 wydał swój debiutancki, solowy album studyjny zatytułowany Z miłości do muzyki, na którym znalazło się dwanaście utworów nagranych z udziałem różnych wykonawców, takich jak m.in. Dorota „Doda” Rabczewska, Antek Smykiewicz, Ewa Farna i Rafał Brzozowski. W marcu 2018 zapowiedział wydanie drugiego solowego albumu studyjnego.
Od 2019 jest jednym z jurorów talent-show telewizji Polsat Śpiewajmy razem. All Together Now.

### Życie prywatne
W sierpniu 2012 wziął ślub z Ewą Wojtasik. Ma dwóch synów: Iwa i Igora.

## Dyskografia

### Albumy studyjne
| Rok  | Dane dot. albumu                                                                                             |
| ---- | --- |
| 2014 | Z miłości do muzyki - Data: 17 czerwca 2014 - Wydawca: Universal Music Polska - Format: CD, digital download |

### Single
| 2014                                       | „Woow” (gościnnie: Kalwi & Remi, Evelyn)                              | 22 | 3  | 6 | – | – | –  | Z miłości do muzyki |
| 2014                                       | „Raj będzie nasz” (gościnnie: Nika, Marcin Spenner, Antek Smykiewicz) | –  | –  | 1 | – | – | –  | Z miłości do muzyki |
| 2014                                       | „Respirator – Love” (gościnnie: Olek Klepacz)                         | –  | 13 | – | 2 | 5 | 27 | Z miłości do muzyki |
| „–” oznacza, że pozycja nie była notowana. |                                                                       |    |    |   |   |   |    |                     |

### Inne notowane utwory
| Rok  | Tytuł              | Pozycja na liście | Album               |
| Rok  | Tytuł              | Bravo             | Album               |
| ---- | ------------------ | ----------------- | ------------------- |
| 2014 | „Hej” (feat. Doda) | 1                 | Z miłości do muzyki |